# Сабра (танк)
Sabra (ивр. סברה‎ — «опунция») — основной боевой танк, разработанный в 2002—2005 годы израильской компанией «Israel Military Industries» для армии Турции в результате глубокой модернизации американского танка M60A3. (Не путать с Sabrah Light Tank от Elbit Systems) В ходе модификации учитывались требования к основным танкам армии Израиля.
Экипаж танка состоит из четырёх человек: командира, механика-водителя, стрелка-наводчика и заряжающего.

## Варианты и модификации
- Sabra Mk.I — первый вариант, разработанный на базе танка «Магах-7С» («Magach-7C») — модификации M60, состоявшей на вооружении ЦАХАЛ[1]. Танк оснащен американским двигателем Continental AVDS-1790-5A и трансмиссией Allison CD850-6BX. На крыше башни, над люком командира установлен 7,62-мм пулемёт MG3A1 (предусмотрена также возможность установки второго 7,62-мм или 5,56-мм пулемёта).
- M60T (Sabra Mk.II) — вторая модель, с установленным комплектом динамической защиты и тепловизором CITV для командира танка. Также танк оснащен новым, более мощным двигателем MTU 881 KA-501 и новой трансмиссией Renk 304S[2]. На крыше башни установлена командирская башенка с 12,7-мм пулемётом M85. Ствол орудия оснащен теплоизоляционным кожухом. Первый прототип был изготовлен в ноябре 2005 года, переоборудование танков продолжалось с начала 2007 года до октября 2009 года[3]. Общая стоимость программы модернизации 170 танков составила 688 млн. долларов (то есть, модернизация каждого танка стоила свыше 4 млн долларов)[4].
- Sabra Mk.III — третья модификация, с изменениями в ходовой части (используются широкие гусеницы от израильского танка Merkava Mk.IV). Оснащена системой предупреждения об облучении РЛС. Вместо командирской башенки, на крыше башни установлен дистанционно управляемый 7,62-мм пулемёт.

## Конструкция

### Броневой корпус и башня
В сравнении с M60, бронирование танка «Сабра» значительно усилено. На танк установлен модульный комплект пассивной броневой защиты, которая может быть изменена в зависимости от боевой обстановки.

### Вооружение
Основным вооружением танка является 120-мм гладкоствольное орудие MG253 производства компании «Israel Military Industries» (наподобие установленной на танках Merkava Mk3). Орудие обладает большой дальностью стрельбы и бронепробиваемостью, оно способно стрелять 120-мм снарядами стандарта НАТО, в том числе бронебойными оперенными подкалиберными снарядами с отделяющимся поддоном (Armour Piercing Fin-Stabilised Discarding Sabot — APFSDS).
Для наведения орудия используются перископический прибор дневного видения (х8), прибор ночного видения (х5.3) производства компании «El-Op» и лазерный дальномер «Nd:YAG». Прицел орудия стабилизирован в двух плоскостях, наведение может осуществлять стрелок-наводчик или командир танка. Танк оснащен компьютеризированной системой управления огнём производства израильских компаний «Electro-Optics Industries Ltd.» («El-Op») и «Elbit Systems».
Вращение гибридной турели и пушки обеспечивает гидравлический и электрический вспомогательные двигатели. Система управления огнём пушки интегрирована с системой управления башни, что обеспечивает высокую точность стрельбы по неподвижным и по движущимся целям.
В качестве вспомогательного вооружения на танке установлены 60-мм миномёт «солтам» и два 7,62-мм или 5,56-мм пулемёта. Для постановки дымовой завесы на танке установлены дымовые гранатометы.
Боекомплект к орудию составляет (42) сорок два 120-мм снаряда. О количестве патронов к пулемётам сведений не имеется.

### Ходовая часть
В связи с увеличением массы танка ходовая часть была модернизирована. Ведущая шестерёнка модифицирована под условия езды по пересечённой местности.

### Дополнительное оборудование
Танк оснащен радиостанцией и автоматической системой пожаротушения «Knight».